# عصام عبده
عصام عبده ممثل ومغني مصري اسمه بالكامل «عصام إبراهيم عبده» بدأ مشواره الفنى بدور «نبيل» الصغير في فيلم يوسف شاهين «بابا أمين» عام 1950. وواصل مشواره كطفل في عدة أفلام ثم اتجه إلى الغناء ولم يحقق الانتشار المطلوب فعاد للتمثيل للمرة الثانية وهو كبير في عدة أفلام ولكنه لم يحقق النجاح الذي يبغيه.

## قائمة أفلامه
فيلم «بابا أمين» للمخرج يوسف شاهين عام 1950، قام بدور الطفل «نبيل».
فيلم «طريق السعادة» للمخرج كامل الحفناوي عام 1953، قام بدور «علي».
فيلم «وعد» للمخرج أحمد بدرخان عام  1954.
فيلم «الحب كده» للمخرج محمود ذو الفقار عام 1961
فيلم «آه من حواء» للمخرج فطين عبد الوهاب عام 1962، قام بدور حكمت الشركسي.
فيلم «هجرة الرسول» للمخرج إبراهيم عمارة عام 1964
فيلم «مع الناس» للمخرج كمال عطية عام 1964، قام بدور صلاح.
فيلم «معسكر البنات» للمخرج خليل شوقي عام 1967، قام بدور دودو.
فيلم «الرجل الثالث» للمخرج علي بدرخان عام 1995، قام بدور مساعد وزير الداخلية.

## وصلات خارجية
https://elcinema.com/person/1103620 عصام عبده
https://dhliz.com/artist/99_larCj90A/ عصام عبده
https://karohat.com/Person/18986652-35ce-4248-a3fb-158483a4344b عصام عبده